# Історична панорама
«Істори́чна панора́ма» — збірник наукових статей зі спеціальності історія.
Видається з 2004 р. на кафедрі історії нового та новітнього часу факультету історії, політології та міжнародних відносин Чернівецького національного університету імені Юрія Федьковича.
Збірка включена до переліку наукових фахових видань України зі спеціальності «Історичні науки» (Додаток до постанови президії ВАК України № 1-05/7 від 4.07.2006 р. // Бюлетень ВАК України. — 2006. — № 8).
Видається двічі на рік: в листопаді-грудні та в травні-червні. Друкує матеріали українською та російською мовами.
Науковий редактор — Сич Олександр Іванович, доктор історичних наук, професор, завідувач кафедри історії нового та новітнього часу ЧНУ імені Юрія Федьковича. Відповідальний секретар — Мінаєв Андрій В'ячеславович, кандидат історичних наук, доцент кафедри історії нового та новітнього часу ЧНУ імені Юрія Федьковича.